# Raionul Tokmak, Zaporijjea
Tokmak (în ucraineană Токмацький район, transliterat: Tokmațkîi raion) este un raion în regiunea Zaporijjea, Ucraina. Reședința sa este orașul regional Tokmak, care nu aparține raionului.

## Demografie
Componența lingvistică a raionului Tokmak
     Ucraineană (79,93%)
     Rusă (19,47%)
     Alte limbi (0,48%)
Conform recensământului din 2001, majoritatea populației raionului Tokmak era vorbitoare de ucraineană (79,93%), existând în minoritate și vorbitori de rusă (19,47%).